# Caroline Campbell
Caroline Campbell, 1re baronne de Greenwich (17 novembre 1717 — 11 janvier 1794) est une aristocrate britannique, la fille et l'aînée des enfants de John Campbell (2e duc d'Argyll), et son épouse, Jane Warburton,. Elle est la sœur de l'écrivaine Lady Mary Coke.

## Biographie
Le 2 octobre 1742, elle épouse Francis Scott, comte de Dalkeith (l'un des fils du Francis Scott (2e duc de Buccleuch)), et prend le titre de courtoisie de comtesse de Dalkeith. Ils sont les parents de Henry Scott, 3e duc de Buccleuch (1746-1812). Henry est titré Lord Scott de Whitchester après la mort de son frère, et comte de Dalkeith après la mort de son père et succède à son grand-père comme duc de Buccleuch en 1751. Leurs enfants sont:
- Caroline Scott (1743-1753)
- John Scott, Lord Scott de Whitchester (1745-1749)
- Campbell Scott (1747-1766)
- James Scott (1748-1758)
- Frances Scott (1750-1817), qui se marie, en tant que seconde épouse, avec Archibald Douglas 1er baron Douglas, et a des enfants, dont la romancière Caroline Lucy Scott.

Il est mort en 1750 et le 15 août 1755, Caroline épouse Charles Townshend (un fils de Charles Townshend (3e vicomte Townshend)). Ils ont un enfant, Anne Townshend (1756 – après 1786), qui se marie deux fois et a des enfants.
Le 28 août 1767, Caroline est créée baronne de Greenwich (en hommage à son défunt père, le duc de Greenwich) dans son propre droit, avec un droit de succession par les hommes pour les Townshend. Comme aucun de ses fils de son second mariage ne lui a survécu, le titre s'est éteint à sa mort en 1794, âgé de 76 ans.
Un dessin de Caroline par Thomas Bardwell est exposé par la Galerie nationale d'Écosse.